# Ι
Iota（大寫Ι/Ι̇，小寫ι/ι̇，中文音译：约塔），是第九個希臘字母。在希腊语中，若一个单字的辅音一个字母是小写iota，要把该字母反写成 ℩，此字母又称turned iota（Unicode: U+2129 （页面存档备份，存于））。在英语，ι有时用来表示微细的差别。拉丁字母的 I 是從 Iota 變來。
小寫的ι用於： 
- 數學中表示恆等函數。
- 物理學中表示微小之意。
- 物理學中亦可用來表達角衝量。